# Mušovića Rijeka
Mušovića Rijeka (cyr. Мушовића Ријека) – wieś w Czarnogórze, w gminie Kolašin. W 2011 roku liczyła 30 mieszkańców.